# Achrus taghizadehi
Achrus taghizadehi är en insektsart som beskrevs av Dlabola 1981. Achrus taghizadehi ingår i släktet Achrus och familjen dvärgstritar. Inga underarter finns listade i Catalogue of Life.